# Mate burilado

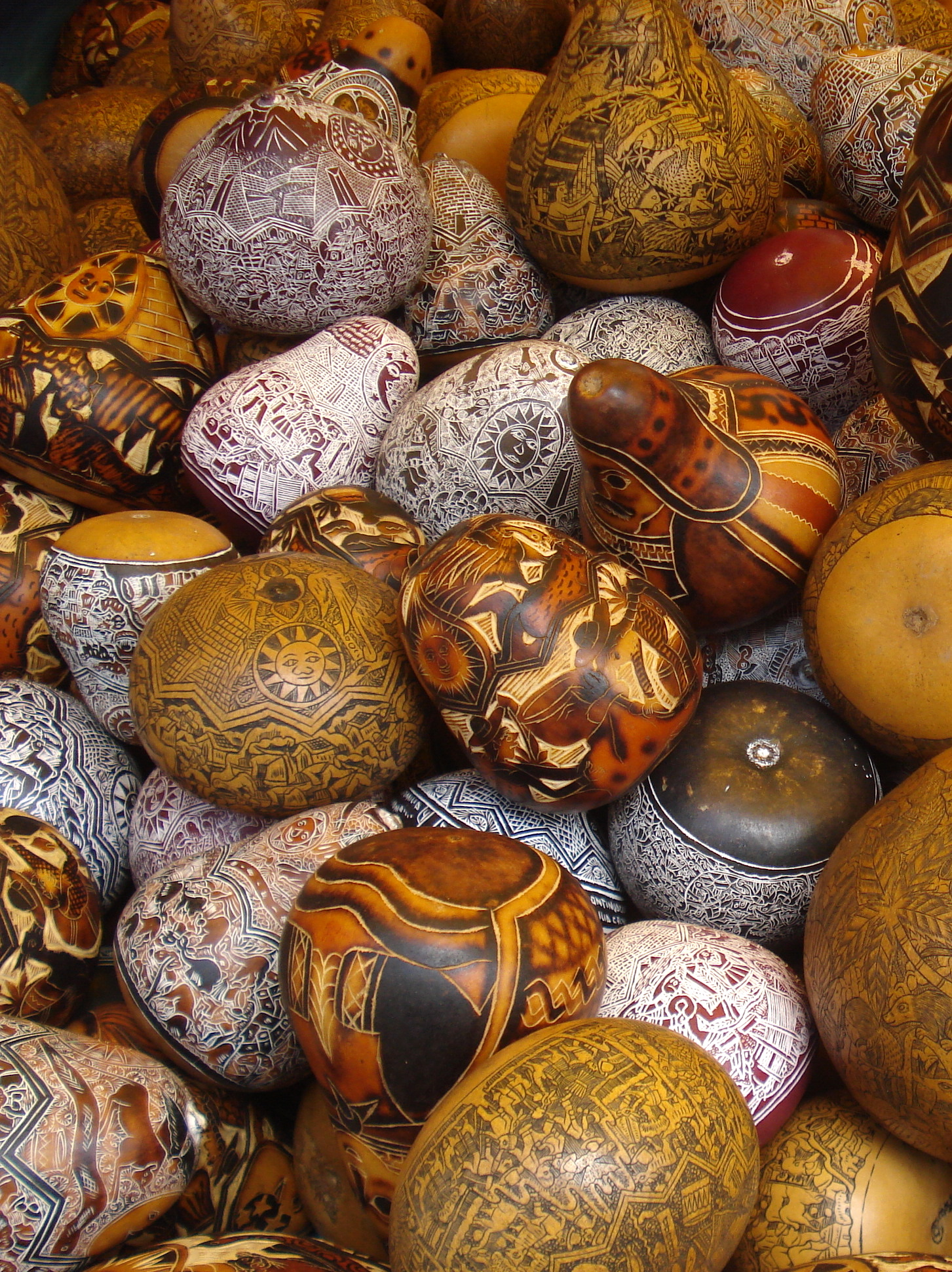
Mates burilados en Cusco, Perú. El burilado es la técnica de ornamentación.

Los mates burilados son frutos de mate o calabaza ornamentados de forma artesanal con una técnica llamada burilado (el instrumento llamado buril), que se elaboran en Perú, por ejemplo en el Valle del Mantaro, en Lambayeque y en la provincia de Huanta.

## Historia
La planta de Lagenaria siceraria, normalmente conocida como mate o calabaza en Perú, produce un fruto de corteza leñosa que constituye el soporte para la elaboración de los mates burilados. Dos pequeñas calabazas grabadas de 3500 años de antigüedad, descubiertas por el arqueólogo estadounidense Junius Bird, en el complejo arqueológico Huaca Prieta, en La Libertad, en la costa norte del Perú, demuestran que la práctica de hacer inscripciones en los mates data de tiempos preincaicos. Culturas de la costa norte, como Mochica y Chimú, crearon mates con figuras geométricas de peces y aves. También en lugares como Huaura, Ancón, Pachacamac y la costa sur se ha descubierto mates de similares características. Los incas desarrollaron más la técnica y usaron intensivamente los mates como recipientes, instrumentos musicales y objetos ceremoniales. En la superficie, representaban actividades agrícolas y sociales que iban acompañadas de motivos geométricos. Existen varios tipos de mates burilados en diferentes colores, el tradicional tiene colores marrones, verdes, rojizos y negros.

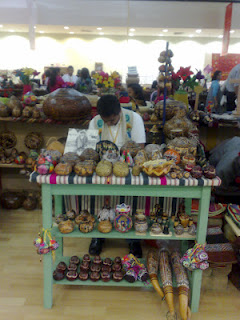
Wilfredo Veli, artesano que aprendió a través de generaciones.

## En el valle del Mantaro
En la actualidad, la zona del valle del Mantaro y específicamente los distritos de Cochas Chico y Cochas Grande son los lugares de mayor producción de mates burilados. Los artesanos se tardan dos o tres días en realizar este tipo de artesanías y el trabajo terminado puede ser llaveros, artículos navideños. Incluso muchos de ellos se realizaban con incrustaciones de plata y concha de nácar.
En el anexo de cochas chico, destaca un gran maestro de los mates burilados, Pedro Veli Alfaro, ganador del premio «Joaquín López Antay» y «premio nacional amautas de la artesanía peruana 2017», quien desde muy pequeño, transmitido por sus padres, abuelos y bisabuelos, trabaja tallando los mates junto a su familia. En su mayoría lo que se plasma en el mate, son costumbres del pueblo, así como fiestas del lugar y faenas; además de paisajes hermosos y animales propios de la región.

## En la provincia de Huanta
En épocas más recientes esta práctica ha tenido gran desarrollo en la zona ayacuchana de Huanta, de donde provienen los mates huantas, conocidos por la vitalidad de sus trazos gruesos, pero seguros, a través de los cuales el artesano representa escenas de la vida campesina.

## Temas que se realizan

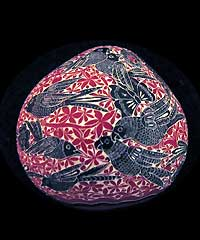
Pájaros peruanos en un mate burilado.

Otra variante es la miniaturización de los dibujos, que muchas veces solo pueden ser apreciados por medio de una lupa de aumento. La técnica consiste en hacer finas incisiones con un buril sobre el mate creando dibujos que generalmente representan escenas de un gran dinamismo a manera de «historietas» con temas relacionados con la vida campesina. Hay mates pequeños y bastante grandes donde se cuenta toda una historia de un pueblo. Incluso muchos de ellos, se realizaban con incrustaciones de plata, concha de nácar, etc.

## Herramientas
El buril, principal herramienta del artesano, es un palillo de quinual con un clavo de acero, cuya punta (fina o gruesa) es de forma triangular. Para dibujar fondos son indispensables también el vaciador o gubia (formón de mediacaña). La de tipo plano se usa para desbastar amplias zonas y la de tipo curvo, para el contorno de los diseños. Con el ilimpi, cuchara de forma curva, se extrae el contenido de los mates. El cuchuro, hoja delgada de acero, facilita el corte de las lapas de los mates, o también se usa para dividir el mate en dos. El cuchillo común ayuda a igualar los bordes y las lijas se usan para pulirlos. Para la técnica del quemado, se emplea con tizón de quinual o eucalipto. Algunos artesanos han incorporado herramientas modernas, como el esmeril, el pirograbador y el soplete.

## Técnicas de decoración
Existen diversas técnicas para decorar los mates. El pirograbado, quemado o técnica huanca consiste en delinear dibujos para luego sombrearlos usando un tronquito de quinual encendido o un soplete. También es conocida la técnica del fondo negro o ayacuchana. Esta se basa en burilar el tema sobre el mate, untarlo con aceite y luego, cubrirlo con ceniza de ichu. Una vez hecho esto, el mate se lava y se deja secar. La ceniza depositada en los trazos resalta los motivos. La técnica del teñido consiste en sumergir el mate sobre un recipiente con anilina verde o guinda disuelta en agua caliente. Cuando el mate adquiere el color, se enjuaga y se seca a la intemperie. Luego, se burila y se tiñe las imágenes con pintura blanca. Su aspecto se asemeja al de fondo negro. Entre los mates de creación reciente, destacan los llamados primavera, que poseen diferentes colores. En estos, las figuras previamente buriladas son delineadas con pintura blanca y pintadas con témpera de colores. Al final, para que tengan brillo, reciben una capa de cera o barniz.